# Улица Прапорщика Комарова
У́лица Пра́порщика Комаро́ва — улица Владивостока, идёт от Пограничной улицы к Орлиной сопке.

## История
Названа в 1880 году Комаровской в честь Николая Васильевича Комарова (1831—после 1875) — прапорщика русской армии, первого строителя военного поста в бухте Золотой Рог, фактического основателя города Владивосток. Впоследствии была переименована в Бородинскую, потом в Геологов, в 1985 году улицу вновь назвали в честь Николая Васильевича — улица Прапорщика Комарова.

## Достопримечательности
д. 5 — Владивостокская синагога

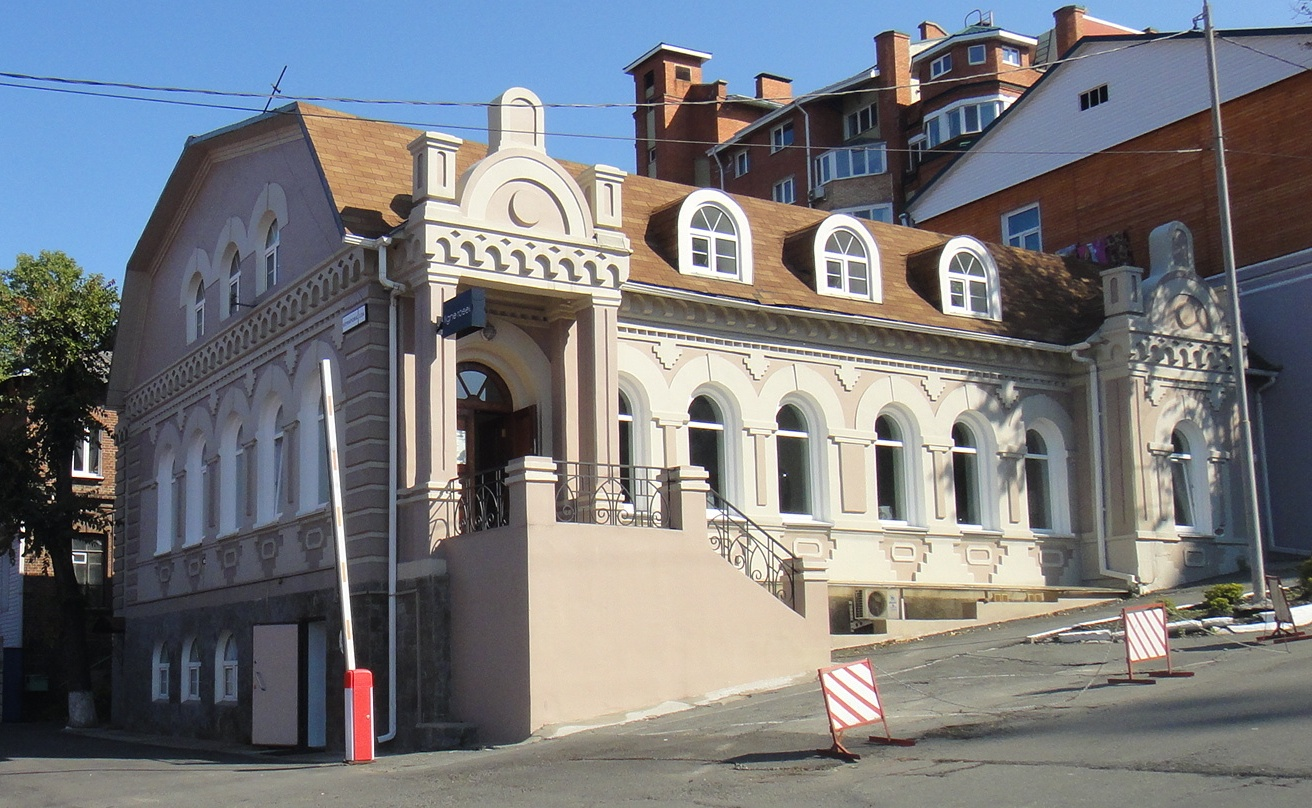
д. 23 — особняк Буссе

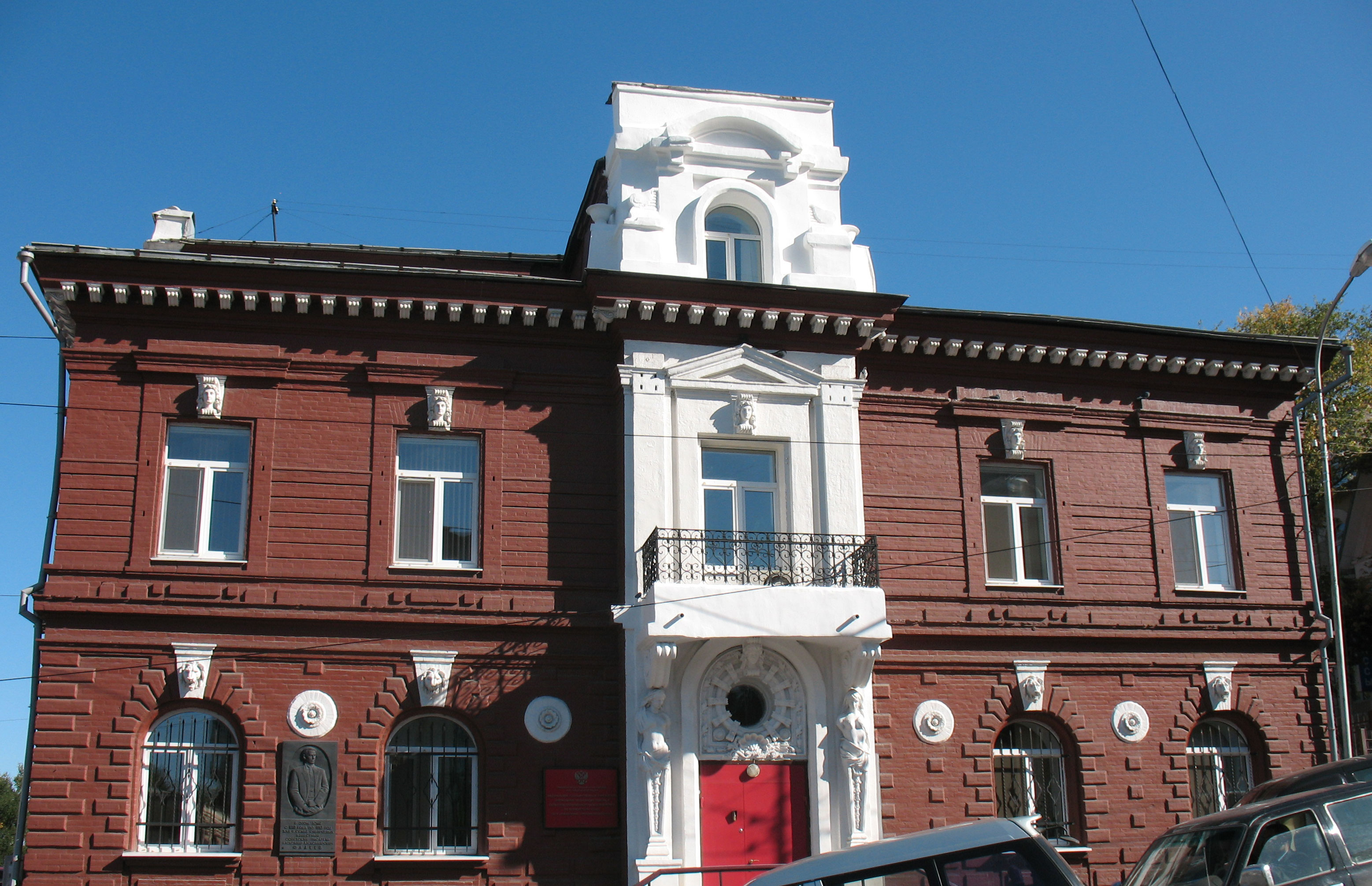
д. 21 — «Дом Фадеева»

д. 9б — Бывший дом управляющего главной конторой товарищества братьев Синкевич.
д. 21 — Бывший доходный дом Л. Ш. Радомышельского и Л. М. Розенберга (1908, реконструкция 1983—1984 годов)
д. 23/1 — Особняк Ф. Ф. Буссе
Сквер Почётных граждан у пересечения с Океанским проспектом
На углу с улицей Уборевича находится корпус Владивостокского института международных отношений Дальневосточного федерального университета (Уборевича, д. 25).

## Известные жители

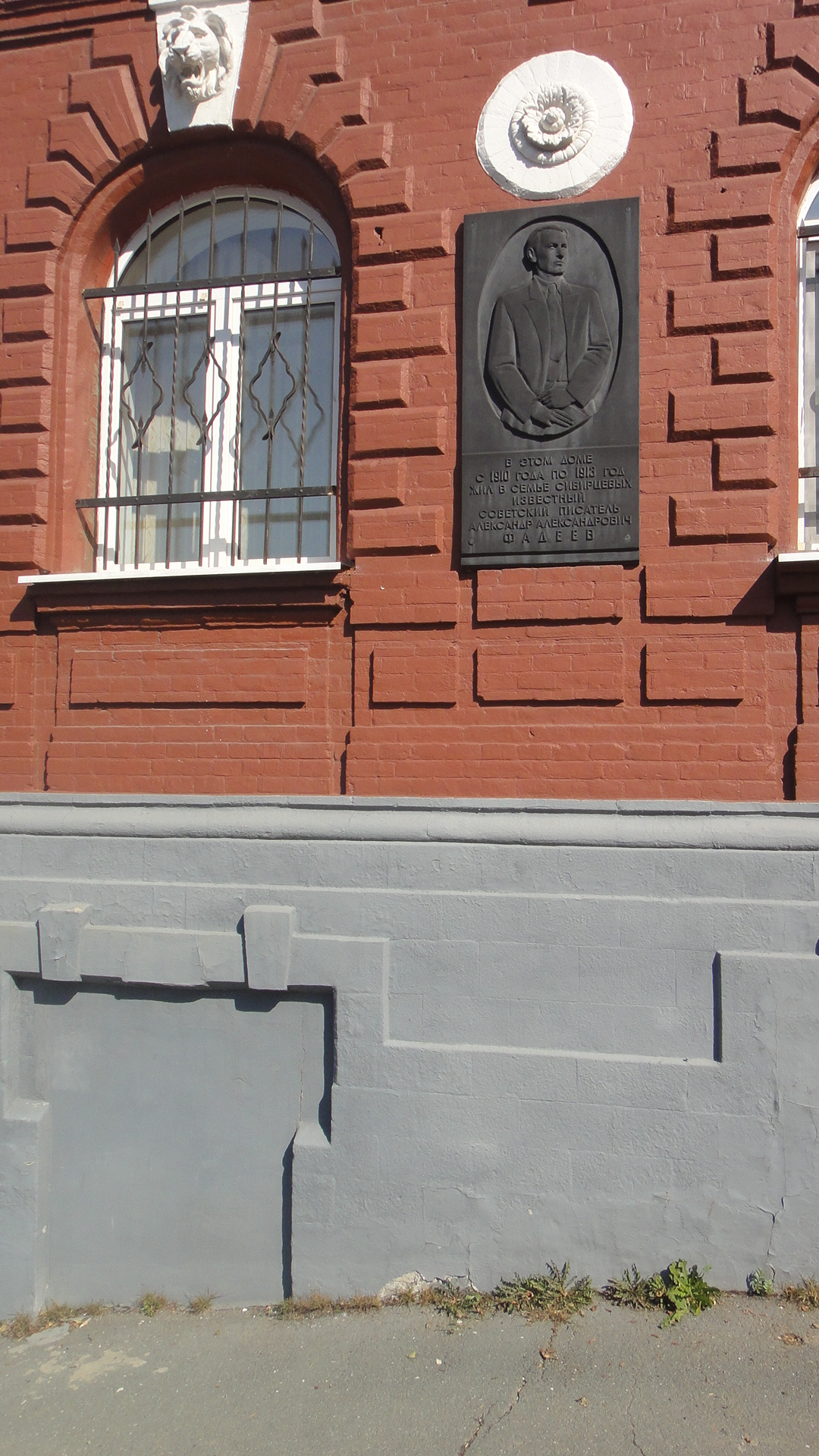
д. 21.
Доска Фадееву

д. 21 — в семье Сибирцевых с 1910 по 1913 год жил А. А. Фадеев (М. В. Сибирцева была родной сестрой его матери), на фасаде дома установлена мемориальная доска с барельефом А. А. Фадеева работы скульптора Н. М. Шаймордановой.
В собственном доме (д. 23) жил Ф. Ф. Буссе — русский учёный-географ, экономист, археолог, историк и этнограф.